# 中国攀氏螺
中国攀氏螺（学名：Perrinia chinensis），又名香爐鐘螺或中国土耳其螺，是一個海螺的腹足纲軟體動物物種。舊屬原始腹足目钟螺科土耳其螺屬，今屬陀螺總科唇齒螺科攀氏螺屬。

## 分佈
本物種主要分佈於越南（慶和省及寧順省）、中國大陸及台灣的東中國海及南中國海海域，常栖息在潮下带。